# Leary c. La Reine
Leary c. La Reine  est un arrêt historique de la Cour suprême du Canada rendu en 1978 sur la défense d'intoxication volontaire en tant qu'excuse à la responsabilité pénale. Cet arrêt a créé ce qui est appelé la « règle Leary ».

## Les faits
Allan H. P. Leary est accusé de viol. La victime soutient qu'il l'a forcée à avoir des relations sexuelles alors qu'il était armé d'un couteau. Il admet à la police avoir eu des relations sexuelles avec la plaignante, mais affirme que celle-ci a consenti et qu'il n'y avait pas eu de contrainte sous la forme de force ou de menaces.

## Procès
Il est déclaré coupable au procès devant le juge Meredith de la ville de Nelson en Colombie-Britannique.
Il a été soulevé lors du procès qu'il était très ivre au moment des faits, à tel point que selon la victime, l'agresseur « avait commencé à s'endormir ». Il fait appel de la décision sur le fondement de la défense d'intoxication volontaire.

## Appel
La Cour d'appel de la Colombie-Britannique rejette son appel.

## Jugement de la Cour suprême
Le pourvoi de Leary est rejeté.

## Motifs du jugement
La Cour a statué que lorsque l'accusé est jugé suffisamment ivre au moment de l'infraction pour être incapable de former l'élément mental minimal requis pour une infraction d'intention générale, ce qui équivaut à un état d'intoxication extrême, il peut quand même être tenu responsable, car l'acte d'induire une intoxication peut se substituer à l'exigence de la mens rea.

## Faits subséquents
Par la suite, la règle issue de l'arrêt Leary a été contestée avec succès dans l'affaire R. c. Daviault de 1994. Cet arrêt tient compte de la Charte canadienne des droits et libertés, en vigueur depuis 1982, et déclare que condamner une personne avec un degré d'intoxication extrême est une violation des articles 7 et 11 d) de la Charte canadienne.
En réaction à l'arrêt Daviault, le législateur fédéral a adopté une loi statutaire qui a ajouté l'article 33.1 au Code criminel.
Dans l'arrêt R. c. Bouchard-Lebrun, la  Cour suprême affirme que « l’adoption de cette disposition n’a pas ressuscité la règle de l’arrêt Leary. Cette disposition législative n’a effectivement pas codifié la position des juges dissidents dans l’arrêt Daviault; elle a plutôt restreint la portée de la règle énoncée par l’opinion majoritaire. En conséquence, les principes énoncés dans l’arrêt Daviault constituent toujours l’état du droit au Canada, sous réserve bien sûr de l’importante restriction imposée par l’art. 33.1 C.cr. ».
En juin 2020, la Cour d'appel de l'Ontario a invalidé l'art. 33.1, concluant qu'il violait les articles 7 et 11d) de la Charte canadienne des droits et libertés. La Cour suprême dans l'arrêt R. c. Brown de 2022 confirme que l'article 33.1 C.cr. est inconstitutionnel. Cette décision affirme cependant que pour réaliser l'objectif souhaité, le législateur a tout de même la possibilité d'adopter une infraction distincte d'intoxication criminelle.